# Liste von Persönlichkeiten der Stadt Suresnes
Dies ist eine Liste von Persönlichkeiten der französischen Stadt  Suresnes. Die Liste erhebt keinen Anspruch auf Vollständigkeit.

## Söhne und Töchter der Stadt
- Paul Gallimard (1850–1929), Kunstsammler
- Jean Ducret (1887–1975), Fußballspieler
- René Marie (1890–1971), Autorennfahrer
- Henri Louveau (1910–1991), Rennfahrer
- Eugène Martin (1915–2006), Formel-1-Rennfahrer
- Daniel Proust (* 1943), Radrennfahrer
- Olivier Bouygues (* 1950), Unternehmer
- Barbara Romanowicz (* 1950), französisch-amerikanische Geophysikerin
- Martin Bouygues (* 1952), Unternehmer
- Jacques Nikonoff (* 1952), Ökonom und globalisierungskritischer Aktivist
- Sophie Dessus (1955–2016), Politikerin (PS), Abgeordnete der Nationalversammlung
- Emmanuel Michon (* 1955), Eisschnellläufer und Shorttracker
- Hervé This (* 1955), Physiko-Chemiker, Sachbuchautor zur Molekulargastronomie
- Rémi Laurent (1957–1989), Schauspieler
- Catherine Ringer (* 1957), Sängerin der Gruppe Les Rita Mitsouko
- Leos Carax (* 1960), Filmregisseur
- Vincent Peillon (* 1960), Politiker (PS)
- Philippe Martinez (* 1961), Gewerkschafter
- Nicolas Brouwet (* 1962), römisch-katholischer Bischof von Nîmes
- Victoire de Margerie (* 1963), Unternehmerin
- Nathalie Stutzmann (* 1965), Opernsängerin (Alt) und Dirigentin
- Jörg Kalt (1967–2007), Journalist und Filmregisseur
- Philippe Sanchez (* 1969), Skilangläufer
- Sylvain Coher (* 1971), Schriftsteller
- Julie Gayet (* 1972), Schauspielerin
- Michaël Youn (* 1973), Schauspieler, Musiker und Komiker
- Stéphane Antiga (* 1976), Volleyballtrainer und -spieler
- Habib Beye (* 1977), Fußballspieler
- Elsa Kikoïne (* 1977), Schauspielerin
- Bruno Cheyrou (* 1978), Fußballspieler und Sportmoderator
- Jeanne Barseghian (* 1980), Politikerin
- Benoît Cheyrou (* 1981), Fußballspieler
- Brice Guyart (* 1981), Florettfechter
- Astrid Guyart (* 1983), Florettfechterin
- Olivier Veigneau (* 1985), Fußballspieler
- Yohan Goutt Goncalves (* 1994), osttimoresischer Skiläufer
- Gabrielle Vernier (* 1997), Rugby-Union-Spielerin
- Camille Séri (* 1999), Leichtathletin
- William Bianda (* 2000), Fußballspieler
- Arnaud Kalimuendo (* 2002), Fußballspieler
- Melvil Scianimanico (* 2005), Squashspieler

## In Suresnes verstorben
- Henri Honoré d’Estienne d’Orves (1901–1941), Marineoffizier und Held der Résistance
- Raoul Laparra (1876–1943), Komponist
- Henri Sellier (1883–1943), Politiker, langjähriger Bürgermeister der Stadt, Städteplaner
- Ahmet Zogu (1895–1961), als Zogu I. 1928 bis 1939 König der Albaner
- André Danjon (1890–1967), Astronom
- Daniel Guérin (1904–1988), Anarchist und Autor
- Joseph Wresinski (1917–1988), Gründer der Menschenrechtsbewegung ATD Vierte Welt
- Schapur Bachtiar (1914–1991), iranischer Politiker
- Simon de La Brosse (1965–1998), Schauspieler
- Pir Vilayat Inayat Khan (1916–2004), Oberhaupt des Internationalen Sufi-Ordens
- Pierre Bachelet (1944–2005), Sänger
- Jacques Faizant (1918–2006), Cartoonist und Karikaturist
- Frédéric Chichin (1954–2007), Sänger der Gruppe Les Rita Mitsouko
- Grégory Lemarchal (1983–2007), Popsänger
- Pierre Pincemaille (1956–2018), Organist und Musikpädagoge